# Adele (Sängerin)/Diskografie
Diese Diskografie ist eine Übersicht über die musikalischen Werke der britischen Pop-, Soul- und Jazzsängerin Adele. Den Quellenangaben und Schallplattenauszeichnungen zufolge hat sie bisher mehr als 182 Millionen Tonträger verkauft, davon alleine in ihrer Heimat über 47,1 Millionen. In Deutschland verkaufte sie bislang über sechs Millionen Tonträger, womit sie zu den Interpretinnen mit den meisten Tonträgerverkäufen des Landes zählt. Ihre erfolgreichste Veröffentlichung ist das zweite Studioalbum 21 mit über 30,5 Millionen verkauften Einheiten, wovon in Deutschland über 1,6 Millionen Exemplare verkauft wurden und es somit eines der meistverkauften Alben des Landes ist. Ebenfalls avancierte 25 (1,2 Millionen verkaufte Einheiten) zum Millionenseller in Deutschland, womit insgesamt zwei Alben die Marke von einer Million verkauften Einheiten übertrafen. Ihr Videoalbum Live at the Royal Albert Hall verkaufte sich in Deutschland über 200.000 Mal und zählt zu den meistverkauften Videoalben des Landes.

## Alben

### Studioalben

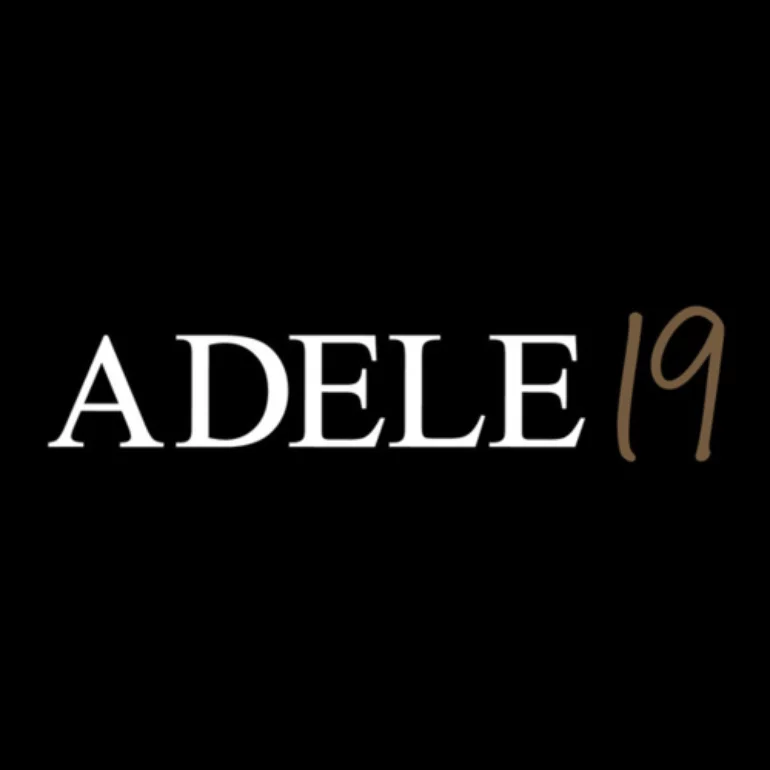
19 Frontcover

| Jahr | Titel Musiklabel           | Höchstplatzierung, Gesamtwochen, AuszeichnungChartplatzierungen (Jahr, Titel, Musiklabel, Platzierungen, Wochen, Auszeichnungen, Anmerkungen) | Höchstplatzierung, Gesamtwochen, AuszeichnungChartplatzierungen (Jahr, Titel, Musiklabel, Platzierungen, Wochen, Auszeichnungen, Anmerkungen) | Höchstplatzierung, Gesamtwochen, AuszeichnungChartplatzierungen (Jahr, Titel, Musiklabel, Platzierungen, Wochen, Auszeichnungen, Anmerkungen) | Höchstplatzierung, Gesamtwochen, AuszeichnungChartplatzierungen (Jahr, Titel, Musiklabel, Platzierungen, Wochen, Auszeichnungen, Anmerkungen) | Höchstplatzierung, Gesamtwochen, AuszeichnungChartplatzierungen (Jahr, Titel, Musiklabel, Platzierungen, Wochen, Auszeichnungen, Anmerkungen) | Anmerkungen                                                    |
| Jahr | Titel Musiklabel           | DE | AT | CH | UK | US | Anmerkungen                                                    |
| ---- | -------------------------- | --- | --- | --- | --- | --- | -------------------------------------------------------------- |
| 2008 | 19 XL Recordings (Indigo)  | DE15 Platin · (108 Wo.)DE | AT29 (46 Wo.)AT | CH15 Platin · (86 Wo.)CH | UK1 ×8Achtfachplatin · (223 Wo.)UK | US4 ×4Vierfachplatin · (222 Wo.)US | Erstveröffentlichung: 28. Januar 2008 Verkäufe: + 8.009.709    |
| 2011 | 21 XL Recordings (Indigo)  | DE1 ×8Achtfachplatin · (224 Wo.)DE | AT1 Platin · (179 Wo.)AT | CH1 ×7Siebenfachplatin · (230 Wo.)CH | UK1 ×1818-fach-Platin · (436 Wo.)UK | US1 ×4Diamant + Vierfachplatin · (615 Wo.)US                                                                                                  | Erstveröffentlichung: 19. Januar 2011 Verkäufe: + 30.561.734   |
| 2015 | 25 XL Recordings (Indigo)  | DE1 ×6Sechsfachplatin · (110 Wo.)DE | AT1 ×3Dreifachplatin · (109 Wo.)AT | CH1 ×6Sechsfachplatin · (196 Wo.)CH | UK1 ×1313-fach-Platin · (364 Wo.)UK | US1 ×2Diamant + Doppelplatin · (223 Wo.)US | Erstveröffentlichung: 20. November 2015 Verkäufe: + 22.310.263 |
| 2021 | 30 Columbia Records (Sony) | DE1 Platin · (35 Wo.)DE | AT1 Platin · (37 Wo.)AT | CH1 Platin · (43 Wo.)CH | UK1 ×3Dreifachplatin · (66 Wo.)UK | US1 ×3Dreifachplatin · (69 Wo.)US | Erstveröffentlichung: 19. November 2021 Verkäufe: + 5.294.000  |

- 19 Frontcover

### EPs
| Jahr | Titel Musiklabel                                    | Höchstplatzierung, Gesamtwochen, AuszeichnungChartplatzierungen (Jahr, Titel, Musiklabel, Platzierungen, Wochen, Auszeichnungen, Anmerkungen) | Höchstplatzierung, Gesamtwochen, AuszeichnungChartplatzierungen (Jahr, Titel, Musiklabel, Platzierungen, Wochen, Auszeichnungen, Anmerkungen) | Höchstplatzierung, Gesamtwochen, AuszeichnungChartplatzierungen (Jahr, Titel, Musiklabel, Platzierungen, Wochen, Auszeichnungen, Anmerkungen) | Höchstplatzierung, Gesamtwochen, AuszeichnungChartplatzierungen (Jahr, Titel, Musiklabel, Platzierungen, Wochen, Auszeichnungen, Anmerkungen) | Höchstplatzierung, Gesamtwochen, AuszeichnungChartplatzierungen (Jahr, Titel, Musiklabel, Platzierungen, Wochen, Auszeichnungen, Anmerkungen) | Anmerkungen                                              |
| Jahr | Titel Musiklabel                                    | DE | AT | CH | UK | US | Anmerkungen                                              |
| ---- | --------------------------------------------------- | --- | --- | --- | --- | --- | -------------------------------------------------------- |
| 2009 | iTunes Live from SoHo XL Recordings (Indigo)        | — | — | — | — | US105 (1 Wo.)US | Erstveröffentlichung: 9. Februar 2009 Verkäufe: + 81.000 |
| 2011 | iTunes Festival: London 2011 XL Recordings (Indigo) | — | — | — | UK74 (1 Wo.)UK | US50 (2 Wo.)US | Erstveröffentlichung: 13. Juli 2011 Verkäufe: + 72.000   |

## Singles

### Als Leadmusikerin
| Jahr | Titel Album                                         | Höchstplatzierung, Gesamtwochen, AuszeichnungChartplatzierungen (Jahr, Titel, Album, Platzierungen, Wochen, Auszeichnungen, Anmerkungen) | Höchstplatzierung, Gesamtwochen, AuszeichnungChartplatzierungen (Jahr, Titel, Album, Platzierungen, Wochen, Auszeichnungen, Anmerkungen) | Höchstplatzierung, Gesamtwochen, AuszeichnungChartplatzierungen (Jahr, Titel, Album, Platzierungen, Wochen, Auszeichnungen, Anmerkungen) | Höchstplatzierung, Gesamtwochen, AuszeichnungChartplatzierungen (Jahr, Titel, Album, Platzierungen, Wochen, Auszeichnungen, Anmerkungen) | Höchstplatzierung, Gesamtwochen, AuszeichnungChartplatzierungen (Jahr, Titel, Album, Platzierungen, Wochen, Auszeichnungen, Anmerkungen) | Anmerkungen                                                    |
| Jahr | Titel Album                                         | DE | AT | CH | UK | US | Anmerkungen                                                    |
| --- | --------------------------------------------------- | --- | --- | --- | --- | --- | -------------------------------------------------------------- |
| 2007 | Hometown Glory 19                                   | — | — | — | UK19 Platin · (… Wo.)UK | — | Erstveröffentlichung: 22. Oktober 2007 Verkäufe: + 1.325.000   |
| 2008 | Chasing Pavements 19                                | DE46 (10 Wo.)DE | AT56 (9 Wo.)AT | — | UK2 ×2Doppelplatin · (25 Wo.)UK | US21 Platin · (7 Wo.)US | Erstveröffentlichung: 11. Januar 2008 Verkäufe: + 2.670.000    |
| 2008 | Cold Shoulder 19                                    | — | — | — | UK18 Silber · (10 Wo.)UK | — | Erstveröffentlichung: 28. April 2008 Verkäufe: + 200.000       |
| 2008 | Make You Feel My Love 19                            | — | — | — | UK4 ×4Vierfachplatin · (73 Wo.)UK | US— GoldUS | Erstveröffentlichung: 27. Oktober 2008 Verkäufe: + 3.665.000   |
| 2010 | Rolling in the Deep 21                              | DE1 Platin · (83 Wo.)DE | AT3 (67 Wo.)AT | CH1 ×3Dreifachplatin · (98 Wo.)CH | UK2 ×5Fünffachplatin · (66 Wo.)UK | US1 ×8Achtfachplatin + Gold (Mastertone) · (65 Wo.)US                                                                                    | Erstveröffentlichung: 29. November 2010 Verkäufe: + 18.984.929 |
| 2011 | Someone like You 21                                 | DE4 Platin · (51 Wo.)DE | AT2 (36 Wo.)AT | CH1 (107 Wo.)CH | UK1 ×7Siebenfachplatin · (86 Wo.)UK | US1 ×5Fünffachplatin · (39 Wo.)US | Erstveröffentlichung: 24. Januar 2011 Verkäufe: + 14.905.029   |
| 2011 | Set Fire to the Rain 21                             | DE6 Platin · (60 Wo.)DE | AT5 (41 Wo.)AT | CH4 Platin · (60 Wo.)CH | UK11 ×4Vierfachplatin · (78 Wo.)UK | US1 ×4Vierfachplatin · (39 Wo.)US | Erstveröffentlichung: 4. Juli 2011 Verkäufe: + 10.212.124      |
| 2011 | Rumour Has It 21                                    | DE68 (5 Wo.)DE | AT26 (7 Wo.)AT | — | UK85 Platin · (4 Wo.)UK | US16 ×2Doppelplatin · (27 Wo.)US | Erstveröffentlichung: 5. November 2011 Verkäufe: + 3.010.000   |
| 2012 | Skyfall Skyfall: Original Motion Picture Soundtrack | DE1 ×3Dreifachgold · (32 Wo.)DE | AT2 (26 Wo.)AT | CH1 (38 Wo.)CH | UK2 ×3Dreifachplatin · (34 Wo.)UK | US8 Platin · (20 Wo.)US | Erstveröffentlichung: 5. Oktober 2012 Verkäufe: + 5.516.216    |
| 2015 | Hello 25                                            | DE1 Platin · (33 Wo.)DE | AT1 (27 Wo.)AT | CH1 Platin · (61 Wo.)CH | UK1 ×5Fünffachplatin · (49 Wo.)UK | US1 ×7Siebenfachplatin · (26 Wo.)US | Erstveröffentlichung: 23. Oktober 2015 Verkäufe: + 14.964.986  |
| 2016 | When We Were Young 25                               | DE29 (14 Wo.)DE | AT11 (17 Wo.)AT | CH5 (17 Wo.)CH | UK9 ×3Dreifachplatin · (33 Wo.)UK | US14 Platin · (20 Wo.)US | Erstveröffentlichung: 22. Januar 2016 Verkäufe: + 4.395.000    |
| 2016 | Send My Love (To Your New Lover) 25                 | DE31 (18 Wo.)DE | AT14 (21 Wo.)AT | CH18 (21 Wo.)CH | UK5 ×3Dreifachplatin · (23 Wo.)UK | US8 Platin · (27 Wo.)US | Erstveröffentlichung: 16. Mai 2016 Verkäufe: + 4.550.000       |
| 2016 | Water Under the Bridge 25                           | DE80 (5 Wo.)DE | AT42 (11 Wo.)AT | CH77 (5 Wo.)CH | UK39 Platin · (17 Wo.)UK | US26 Gold · (22 Wo.)US | Erstveröffentlichung: 4. November 2016 Verkäufe: + 1.745.000   |
| 2021 | Easy on Me 30                                       | DE1 Platin · (28 Wo.)DE | AT1 Gold · (27 Wo.)AT | CH1 ×2Doppelplatin · (37 Wo.)CH | UK1 ×4Vierfachplatin · (39 Wo.)UK | US1 ×4Vierfachplatin · (31 Wo.)US | Erstveröffentlichung: 15. Oktober 2021 Verkäufe: + 10.388.333  |
| 2021 | Oh My God 30                                        | DE24 (2 Wo.)DE | AT17 (1 Wo.)AT | CH7 Gold · (14 Wo.)CH | UK2 Platin · (20 Wo.)UK | US5 Platin · (16 Wo.)US | Erstveröffentlichung: 19. November 2021 Verkäufe: + 2.545.000  |
| 2022 | I Drink Wine 30                                     | — | — | — | UK4 Platin · (20 Wo.)UK | US18 Gold · (2 Wo.)US | Erstveröffentlichung: 26. Oktober 2022 Verkäufe: + 1.365.000   |
| Folgende Lieder erschienen nicht als Single, wurden aber durch das Album zum Download und Streaming bereitgestellt und konnten somit eine Platzierung erlangen: |                                                     | | | | | |                                                                |
| |                                                     | | | | | |                                                                |
| 2010 | My Same 19                                          | DE61 (2 Wo.)DE | — | — | — | — | Charteinstieg: 12. Februar 2010                                |
| 2012 | One and Only 21                                     | — | — | — | UK99 Gold · (1 Wo.)UK | — | Charteinstieg: 22. September 2012 Verkäufe: + 530.000          |
| 2012 | Can’t Make You Love Me iTunes Festival London 2011  | — | — | — | UK37 (3 Wo.)UK | — | Charteinstieg: 6. Oktober 2012                                 |
| 2015 | Million Years Ago 25                                | DE74 (1 Wo.)DE | — | — | UK64 Silber · (1 Wo.)UK | — | Charteinstieg: 27. November 2015 Verkäufe: + 280.000           |
| 2015 | Love in the Dark 25                                 | DE79 (1 Wo.)DE | — | — | UK76 Platin · (1 Wo.)UK | — | Charteinstieg: 27. November 2015 Verkäufe: + 850.000           |
| 2015 | Remedy 25                                           | DE83 (1 Wo.)DE | AT60 (1 Wo.)AT | CH30 (1 Wo.)CH | UK— GoldUK | US87 (1 Wo.)US | Charteinstieg: 27. November 2015 Verkäufe: + 540.000           |
| 2015 | River Lea 25                                        | DE97 (1 Wo.)DE | — | — | UK— SilberUK | — | Charteinstieg: 27. November 2015 Verkäufe: + 200.000           |
| 2016 | All I Ask 25                                        | — | — | — | UK41 Platin · (1 Wo.)UK | US77 (1 Wo.)US | Charteinstieg: 28. Januar 2016 Verkäufe: + 900.000             |
| 2021 | Can I Get It 30                                     | — | AT40 (1 Wo.)AT | CH14 (2 Wo.)CH | UK— SilberUK | US26 (2 Wo.)US | Charteinstieg: 28. November 2021 Verkäufe: + 285.000           |
| 2021 | My Little Love 30                                   | — | — | — | UK— SilberUK | US23 (2 Wo.)US | Charteinstieg: 4. Dezember 2021 Verkäufe: + 230.000            |
| 2021 | To Be Loved 30                                      | — | — | — | UK— SilberUK | US32 (1 Wo.)US | Charteinstieg: 4. Dezember 2021 Verkäufe: + 220.000            |
| 2021 | Strangers by Nature 30                              | — | — | — | — | US41 (1 Wo.)US | Charteinstieg: 4. Dezember 2021 Verkäufe: + 20.000             |
| 2021 | Cry Your Heart Out 30                               | — | — | — | — | US44 (1 Wo.)US | Charteinstieg: 4. Dezember 2021 Verkäufe: + 20.000             |
| 2021 | Hold On 30                                          | — | — | — | UK— SilberUK | US49 (1 Wo.)US | Charteinstieg: 4. Dezember 2021 Verkäufe: + 220.000            |
| 2021 | All Night Parking 30                                | — | — | — | — | US53 (1 Wo.)US | Charteinstieg: 4. Dezember 2021 mit Erroll Garner              |
| 2021 | Woman like Me 30                                    | — | — | — | — | US55 (1 Wo.)US | Charteinstieg: 4. Dezember 2021                                |
| 2021 | Love Is a Game 30                                   | — | — | — | — | US56 (1 Wo.)US | Charteinstieg: 4. Dezember 2021                                |

### Als Gastmusikerin
| Jahr | Titel Album                                  | Anmerkungen                                                            |
| ---- | -------------------------------------------- | ---------------------------------------------------------------------- |
| 2008 | Many Shades of Black Consolers of the Lonely | Erstveröffentlichung: 25. August 2008 The Raconteurs feat. Adele       |
| 2009 | Water & a Flame Love & War                   | Erstveröffentlichung: 2. November 2009 Daniel Merriweather feat. Adele |

## Videoalben und Musikvideos

### Videoalben
| Jahr | Titel Musiklabel                                     | Höchstplatzierung, Gesamtwochen, AuszeichnungChartplatzierungen (Jahr, Titel, Musiklabel, Platzierungen, Wochen, Auszeichnungen, Anmerkungen) | Höchstplatzierung, Gesamtwochen, AuszeichnungChartplatzierungen (Jahr, Titel, Musiklabel, Platzierungen, Wochen, Auszeichnungen, Anmerkungen) | Höchstplatzierung, Gesamtwochen, AuszeichnungChartplatzierungen (Jahr, Titel, Musiklabel, Platzierungen, Wochen, Auszeichnungen, Anmerkungen) | Höchstplatzierung, Gesamtwochen, AuszeichnungChartplatzierungen (Jahr, Titel, Musiklabel, Platzierungen, Wochen, Auszeichnungen, Anmerkungen) | Höchstplatzierung, Gesamtwochen, AuszeichnungChartplatzierungen (Jahr, Titel, Musiklabel, Platzierungen, Wochen, Auszeichnungen, Anmerkungen) | Anmerkungen                                                   |
| Jahr | Titel Musiklabel                                     | DE | AT | CH | UK | US | Anmerkungen                                                   |
| ---- | ---------------------------------------------------- | --- | --- | --- | --- | --- | ------------------------------------------------------------- |
| 2011 | Live at the Royal Albert Hall XL Recordings (Indigo) | DE5 ×4Vierfachplatin · (61 Wo.)DE | AT1 (60 Wo.)AT | CH1 (58 Wo.)CH | UK2 ×3Dreifachplatin · (144 Wo.)UK | US1 ×10Zehnfachplatin · (266 Wo.)US | Erstveröffentlichung: 25. November 2011 Verkäufe: + 2.749.000 |

### Musikvideos
| Jahr | Titel                            | Regie             |
| ---- | -------------------------------- | ----------------- |
| 2008 | Chasing Pavements                | Mathew Cullen     |
| 2008 | Cold Shoulder                    | Phil Griffin      |
| 2008 | Hometown Glory                   | Rocky Schenk      |
| 2008 | Make You Feel My Love            | Mat Kirkby        |
| 2010 | Rolling in the Deep              | Sam Brown         |
| 2011 | Someone like You                 | Jake Nava         |
| 2011 | Reminded                         | Alex Nazari       |
| 2015 | Hello                            | Xavier Dolan      |
| 2016 | Send My Love (To Your New Lover) | Patrick Daughters |
| 2021 | Easy on Me                       | Xavier Dolan      |
| 2022 | Oh My God                        | Sam Brown         |
| 2022 | I Drink Wine                     | Joe Talbot        |

## Autorenbeteiligungen
Adele schreibt die meisten ihrer Lieder selbst. Die folgende Liste beinhaltet Lieder die von Adele geschrieben, aber nicht selbst interpretiert wurden und sich in den Charts platzieren konnten:
| Jahr | Titel Interpretation                                     | Höchstplatzierung, Gesamtwochen, AuszeichnungChartplatzierungen (Jahr, Titel, Interpretation, Platzierungen, Wochen, Auszeichnungen, Anmerkungen) | Höchstplatzierung, Gesamtwochen, AuszeichnungChartplatzierungen (Jahr, Titel, Interpretation, Platzierungen, Wochen, Auszeichnungen, Anmerkungen) | Höchstplatzierung, Gesamtwochen, AuszeichnungChartplatzierungen (Jahr, Titel, Interpretation, Platzierungen, Wochen, Auszeichnungen, Anmerkungen) | Höchstplatzierung, Gesamtwochen, AuszeichnungChartplatzierungen (Jahr, Titel, Interpretation, Platzierungen, Wochen, Auszeichnungen, Anmerkungen) | Höchstplatzierung, Gesamtwochen, AuszeichnungChartplatzierungen (Jahr, Titel, Interpretation, Platzierungen, Wochen, Auszeichnungen, Anmerkungen) | Anmerkungen                                                    |
| Jahr | Titel Interpretation                                     | DE | AT | CH | UK | US | Anmerkungen                                                    |
| --- | -------------------------------------------------------- | --- | --- | --- | --- | --- | -------------------------------------------------------------- |
| 2014 | Rolling in the Deep (The Aretha Version) Aretha Franklin | — | — | CH74 (1 Wo.)CH | — | — | Erstveröffentlichung: 29. September 2014                       |
| 2015 | Alive Sia                                                | — | AT39 (4 Wo.)AT | CH30 (7 Wo.)CH | UK30 Platin · (22 Wo.)UK | US56 Platin · (3 Wo.)US | Erstveröffentlichung: 24. September 2015 Verkäufe: + 1.965.000 |
| Folgende Lieder erschienen nicht als Single, wurden aber durch das Album zum Download und Streaming bereitgestellt und konnten somit eine Platzierung erlangen: |                                                          | | | | | |                                                                |
| |                                                          | | | | | |                                                                |
| 2011 | Turning Tables Glee Cast feat. Gwyneth Paltrow           | — | — | — | UK66 (1 Wo.)UK | US75 (1 Wo.)US | Charteinstieg: 7. Mai 2011                                     |
| 2011 | Rolling in the Deep Glee Cast feat. Jonathan Groff       | — | — | — | UK29 (2 Wo.)UK | US49 (1 Wo.)US | Charteinstieg: 28. Mai 2011                                    |
| 2011 | Rolling in the Deep Linkin Park                          | — | — | — | UK42 (2 Wo.)UK | — | Charteinstieg: 16. Juli 2011                                   |
| 2011 | Rumour Has It / Someone like You Glee Cast               | — | — | — | UK11 (3 Wo.)UK | US35 (3 Wo.)US | Charteinstieg: 26. November 2011                               |

## Promoveröffentlichungen
Promo-Singles

| Jahr | Titel Album       | Höchstplatzierung, Gesamtwochen, AuszeichnungChartplatzierungen (Jahr, Titel, Album, Platzierungen, Wochen, Auszeichnungen, Anmerkungen) | Höchstplatzierung, Gesamtwochen, AuszeichnungChartplatzierungen (Jahr, Titel, Album, Platzierungen, Wochen, Auszeichnungen, Anmerkungen) | Höchstplatzierung, Gesamtwochen, AuszeichnungChartplatzierungen (Jahr, Titel, Album, Platzierungen, Wochen, Auszeichnungen, Anmerkungen) | Höchstplatzierung, Gesamtwochen, AuszeichnungChartplatzierungen (Jahr, Titel, Album, Platzierungen, Wochen, Auszeichnungen, Anmerkungen) | Höchstplatzierung, Gesamtwochen, AuszeichnungChartplatzierungen (Jahr, Titel, Album, Platzierungen, Wochen, Auszeichnungen, Anmerkungen) | Anmerkungen                                                |
| Jahr | Titel Album       | DE | AT | CH | UK | US | Anmerkungen                                                |
| ---- | ----------------- | --- | --- | --- | --- | --- | ---------------------------------------------------------- |
| 2012 | Turning Tables 21 | DE85 (2 Wo.)DE | — | — | UK62 Platin · (3 Wo.)UK | US63 Gold · (3 Wo.)US | Erstveröffentlichung: 9. Januar 2012 Verkäufe: + 1.733.000 |

## Sonderveröffentlichungen
| Jahr | Titel Album                                  | Anmerkungen                                                        |
| ---- | -------------------------------------------- | ------------------------------------------------------------------ |
| 2007 | My Yvonne Matinée                            | Erstveröffentlichung: 8. Oktober 2007 Jack Peñate feat. Adele      |
| 2008 | Many Shades of Black Consolers of the Lonely | Erstveröffentlichung: 25. März 2008 The Raconteurs feat. Adele     |
| 2009 | Water & a Flame Love & War                   | Erstveröffentlichung: 1. Juni 2009 Daniel Merriweather feat. Adele |
| 2009 | Every Glance Everything Is New               | Erstveröffentlichung: 22. Juni 2009 Jack Peñate feat. Adele        |
| 2011 | Reminded Black Thoughts 2                    | Erstveröffentlichung: 12. April 2011 Tyga feat. Adele              |

| Jahr | Titel Soundtrack                | Anmerkungen                            |
| ---- | ------------------------------- | -------------------------------------- |
| 2012 | Skyfall James Bond 007: Skyfall | Erstveröffentlichung: 29. Oktober 2012 |

## Statistik

### Chartauswertung
Die folgende Aufstellung beinhaltet eine Übersicht über die Charterfolge Adeles in den Album-, Single- sowie den Musik-DVD-Charts. In Deutschland besteht die Besonderheit, dass Videoalben sich ebenfalls in den Albumcharts platzieren. In Österreich, der Schweiz, dem Vereinigten Königreich und den Vereinigten Staaten werden für Videoalben eigenständige Chartlisten geführt.
|                     | DE    | AT    | CH    | UK    | US    |
| ------------------- | ----- | ----- | ----- | ----- | ----- |
| Nummer-eins-Alben   | DE3DE | AT3AT | CH3CH | UK4UK | US3US |
| Top-10-Alben        | DE4DE | AT3AT | CH3CH | UK4UK | US4US |
| Alben in den Charts | DE5DE | AT4AT | CH4CH | UK5UK | US6US |

|                       | DE     | AT     | CH     | UK     | US     |
| --------------------- | ------ | ------ | ------ | ------ | ------ |
| Nummer-eins-Singles   | DE4DE  | AT2AT  | CH5CH  | UK3UK  | US5US  |
| Top-10-Singles        | DE6DE  | AT6AT  | CH8CH  | UK11UK | US8US  |
| Singles in den Charts | DE18DE | AT14AT | CH12CH | UK22UK | US25US |

|                          | DE    | AT    | CH    | UK    | US    |
| ------------------------ | ----- | ----- | ----- | ----- | ----- |
| Nummer-eins-Videoalben   | DE—DE | AT1AT | CH—CH | UK1UK | US1US |
| Top-10-Videoalben        | DE—DE | AT1AT | CH1CH | UK1UK | US1US |
| Videoalben in den Charts | DE—DE | AT1AT | CH1CH | UK1UK | US1US |

### Auszeichnungen für Musikverkäufe
Die Lieder Daydreamer, Don’t You Remember, He Won’t Go, I Miss You, I’ll Be Waiting, Lovesong und Take It All wurden weder als Single veröffentlicht, noch konnten sie aufgrund von hohen Downloads oder Streamings die Charts erreichen. Dennoch erhielten die Lieder Tonträgerauszeichnungen.
| Land/RegionAuszeichnungen für Musikverkäufe (Land/Region, Auszeichnungen, Verkäufe, Quellen) | Silber       | Gold       | Platin         | Diamant       | Verkäufe     | Quellen                                                     |
| -------------------------------------------------------------------------------------------- | ------------ | ---------- | -------------- | ------------- | ------------ | ----------------------------------------------------------- |
| Argentinien (CAPIF)                                                                          | —            | —          | 5× Platin5     | —             | 150.000      | Einzelnachweise                                             |
| Australien (ARIA)                                                                            | —            | 5× Gold5   | 72× Platin72   | —             | 5.904.000    | aria.com.au                                                 |
| Belgien (BRMA)                                                                               | —            | 3× Gold3   | 30× Platin30   | —             | 945.000      | ultratop.be                                                 |
| Brasilien (PMB)                                                                              | —            | 12× Gold12 | 9× Platin9     | 29× Diamant29 | 6.390.000    | pro-musicabr.org.br                                         |
| Chile (IFPI)                                                                                 | —            | Gold1      | 3× Platin3     | —             | 42.500       | Einzelnachweise                                             |
| Dänemark (IFPI)                                                                              | —            | 8× Gold8   | 50× Platin50   | —             | 2.955.000    | ifpi.dk                                                     |
| Deutschland (BVMI)                                                                           | —            | Gold1      | 26× Platin26   | —             | 6.000.000    | musikindustrie.de                                           |
| Europa (IFPI)                                                                                | —            | —          | 13× Platin13   | —             | (13.000.000) | ifpi.org (Memento vom 1. Januar 2014 im Internet Archive)   |
| Europa (Impala)                                                                              | —            | —          | 29× Platin29   | —             | (11.600.000) | Einzelnachweise                                             |
| Finnland (IFPI)                                                                              | —            | 2× Gold2   | 4× Platin4     | —             | 126.639      | ifpi.fi                                                     |
| Frankreich (SNEP)                                                                            | —            | 2× Gold2   | 4× Platin4     | Diamant1      | 5.029.233    | snepmusique.com                                             |
| Frankreich (UPFI)                                                                            | —            | 2× Gold2   | —              | —             | (150.000)    | upfi.fr                                                     |
| Griechenland (IFPI)                                                                          | —            | 2× Gold2   | 5× Platin5     | —             | 106.000      | Einzelnachweise                                             |
| Irland (IRMA)                                                                                | —            | —          | 18× Platin18   | —             | 377.000      | Einzelnachweise                                             |
| Island (IFPI)                                                                                | —            | Gold1      | —              | —             | 3.800        | Einzelnachweise                                             |
| Italien (FIMI)                                                                               | —            | 6× Gold6   | 47× Platin47   | —             | 2.325.000    | fimi.it                                                     |
| Japan (RIAJ)                                                                                 | —            | Gold1      | —              | —             | 156.481      | riaj.or.jp                                                  |
| Kanada (MC)                                                                                  | —            | 4× Gold4   | 56× Platin56   | 8× Diamant8   | 11.473.000   | musiccanada.com                                             |
| Kolumbien (ASINCOL)                                                                          | —            | Gold1      | —              | —             | 5.000        | Einzelnachweise                                             |
| Mexiko (AMPROFON)                                                                            | —            | 6× Gold6   | 28× Platin28   | 2× Diamant2   | 2.660.000    | amprofon.com.mx                                             |
| Neuseeland (RMNZ)                                                                            | —            | 2× Gold2   | 92× Platin92   | —             | 2.205.000    | radioscope.co.nz NZ2                                        |
| Niederlande (NVPI)                                                                           | —            | —          | 20× Platin20   | —             | 1.120.000    | nvpi.nl                                                     |
| Norwegen (IFPI)                                                                              | —            | 3× Gold3   | 21× Platin21   | —             | 1.135.000    | ifpi.no NO2                                                 |
| Österreich (IFPI)                                                                            | —            | Gold1      | 5× Platin5     | —             | 95.000       | ifpi.at                                                     |
| Polen (ZPAV)                                                                                 | —            | Gold1      | 10× Platin10   | 3× Diamant3   | 645.000      | olis.pl                                                     |
| Portugal (AFP)                                                                               | —            | 4× Gold4   | 13× Platin13   | —             | 166.500      | Einzelnachweise                                             |
| Russland (NFPF)                                                                              | —            | —          | Platin1        | —             | 10.000       | Einzelnachweise                                             |
| Schweden (IFPI)                                                                              | —            | Gold1      | 12× Platin12   | —             | 560.000      | sverigetopplistan.se                                        |
| Schweiz (IFPI)                                                                               | —            | Gold1      | 23× Platin23   | —             | 600.000      | hitparade.ch                                                |
| Spanien (Promusicae)                                                                         | —            | 5× Gold5   | 31× Platin31   | —             | 1.900.000    | elportaldemusica.es                                         |
| Südafrika (RISA)                                                                             | —            | 3× Gold3   | 5× Platin5     | —             | 170.000      | Einzelnachweise                                             |
| Südkorea (KMCA)                                                                              | —            | —          | —              | —             | 6.295.170    | Einzelnachweise                                             |
| Ungarn (MAHASZ)                                                                              | —            | —          | 7× Platin7     | —             | 14.000       | slagerlistak.hu                                             |
| Uruguay (CUD)                                                                                | —            | —          | Platin1        | —             | 4.000        | cudisco.org (Memento vom 8. April 2015 im Internet Archive) |
| Venezuela (APFV)                                                                             | —            | Gold1      | 2× Platin2     | —             | 25.000       | Einzelnachweise                                             |
| Vereinigte Staaten (RIAA)                                                                    | —            | 5× Gold5   | 59× Platin59   | 2× Diamant2   | 75.944.000   | riaa.com                                                    |
| Vereinigtes Königreich (BPI)                                                                 | 12× Silber12 | 3× Gold3   | 95× Platin95   | —             | 47.100.000   | bpi.co.uk                                                   |
| Insgesamt                                                                                    | 12× Silber12 | 87× Gold87 | 796× Platin796 | 45× Diamant45 |              |                                                             |